# Joel Olmos
Joel Andrés Olmos Espinoza (Santiago de Chile, 11 de mayo de 1982) es un ingeniero civil industrial y político chileno. Desde el 28 de junio de 2021 ejerce como alcalde de la comuna de La Cisterna.

## Biografía
Realizó sus estudios secundarios en el Liceo Manuel Barros Borgoño. Ingresó a la Universidad de Chile, donde se tituló como ingeniero civil industrial con mención en gestión, también posee un magister en gestión y políticas públicas, realizado en su misma alma mater.

## Carrera política
Es cercano a la izquierda política, pero no ha tenido militancia en ningún partido político.  
Postuló a concejal, en las elecciones municipales de 2012 como independiente dentro del pacto "Por un Chile Justo", sin embargo solo obtuvo 317 votos y el 1,14% de la votación que le impidieron salir electo como edil.  
Nuevamente concurrió como candidato en las elecciones municipales de 2016, esta vez como independiente dentro del pacto "Alternativa Democrática", a pesar de subir a 564 votos y el 2,83% de la votación, por 20 votos de diferencia no alcanzó el último escaño para concejal.  
Fue un tenaz opositor a Santiago Rebolledo, quien ejerció por años como alcalde de La Cisterna, Olmos realizó múltiples denuncias sobre casos de mala gestión, esto lo llevó a aumentar su popularidad y convertirse en una carta con aspiraciones a la alcaldía cisternina.   
En su tercera candidatura personal, esta vez postuló para alcalde como candidato independiente en las elecciones municipales de 2021, sus principales adversarios eran el concejal Orlando Morales (PPD), quien era considerado el sucesor de Rebolledo (quien ya no podía postular a la reelección, debido a la ley que limita los periodos) y la exconcejala Patricia Acevedo (UDI), quien había ganado la nominación como candidata en la primaria de la coalición Chile Vamos.   
En la doble jornada del 15 y 16 de mayo de 2021, Olmos fue elegido alcalde de La Cisterna con 9.987 votos y 28,48% de los votos válidamente emitidos, superando a Orlando Morales que logró un 19,23% y a Patricia Acevedo con obtuvo el 18,25%, poniendo fin a 29 años de gobiernos municipales emanados del duopolio Concertación-Alianza.   

## Actividades complementarias
Durante su etapa universitaria, fue presidente del Centro de Estudiantes de su carrera y consejero en la Federación de Estudiantes de la Universidad de Chile (FECH) y miembro del Senado Universitario.  
En el plano comunal, fue presidente de la Junta de Vecinos "Augusto Biaut" entre 2018 y 2021.

## Historial electoral

### Elecciones municipales de 2012
- Elecciones municipales de 2012, para el concejo municipal de La Cisterna[2]

(Se consideran solamente a los candidatos con sobre el 1% de votos y candidatos electos como concejales de un total de 37 candidatos)
| Candidato                    | Pacto                          | Partido | Votos | %      | Resultado |
| ---------------------------- | ------------------------------ | ------- | ----- | ------ | --------- |
| Patricio Ossandón Ortiz      | Concertación Democrática       | PS      | 3 372 | 12,09% | Concejal  |
| Orlando Morales Becerra      | Por un Chile justo             | PPD     | 2 686 | 9,63%  | Concejal  |
| Angélica Pinedo Cabrera      | Concertación Democrática       | DC      | 2 678 | 9,60%  | Concejala |
| Patricia Acevedo González    | Coalición                      | UDI     | 1 706 | 6,12%  | Concejala |
| Alexis Flores Ahumada        | Coalición                      | UDI     | 1 614 | 5,79%  | Concejal  |
| Bernardo Suárez Ortiz        | Coalición                      | RN      | 1 487 | 5,33%  | Concejal  |
| Marcelo Luna Campillay       | Por un Chile justo             | PPD     | 1 366 | 4,90%  | Concejal  |
| Miguel Echeverría Sancy      | Concertación Democrática       | DC      | 1 162 | 4,17%  |           |
| Pedro Castillo Aravena       | Coalición                      | UDI     | 1 087 | 3,90%  |           |
| Ximena Tobar Vásquez         | Concertación Democrática       | PS      | 1 083 | 3,88%  | Concejala |
| Jorge Cerda Robles           | Por un Chile justo             | PC      | 954   | 3,42%  |           |
| Alejandro Urrutia Jorquera   | Por un Chile justo             | PRSD    | 703   | 2,52%  |           |
| Jaime Moreira Morales        | Regionalistas e Independientes | PRI     | 699   | 2,51%  |           |
| Francisco Hernández Espinosa | Coalición                      | RN      | 659   | 2,36%  |           |
| Luis Mella Gutiérrez         | Por un Chile justo             | PPD     | 639   | 2,29%  |           |
| Lorenzo Bascuñán Hevia       | Concertación Democrática       | DC      | 589   | 2,11%  |           |
| Alexis Ubal Varas            | Regionalistas e Independientes | PRI     | 563   | 2,02%  |           |
| Víctor Matus Cisternas       | Coalición                      | UDI     | 563   | 2,02%  |           |
| Miguel Angelo Bravo Vilches  | El Cambio por Ti               | PRO     | 484   | 1,74%  |           |
| Laura Viejo Valdés           | Más Humanos                    | PH      | 402   | 1,44%  |           |
| René Vargas Rodríguez        | Coalición                      | RN      | 363   | 1,30%  |           |
| Joel Olmos Espinoza          | Por un Chile justo             | ILE     | 317   | 1,14%  |           |
| Patricia Salinas Corvalán    | Coalición                      | RN      | 314   | 1,13%  |           |
| Lorna Gómez Palma            | Concertación Democrática       | PS      | 305   | 1,09%  |           |

### Elecciones municipales de 2016
- Elecciones municipales de 2016, para el concejo municipal de La Cisterna[3]

(Se consideran solamente a los candidatos con sobre el 2% de votos y candidatos electos como concejales de un total de 52 candidatos)
| Candidato                  | Pacto                                    | Partido | Votos | %     | Resultado |
| -------------------------- | ---------------------------------------- | ------- | ----- | ----- | --------- |
| Orlando Morales Becerra    | Nueva Mayoría por Chile                  | PPD     | 1 984 | 9,97% | Concejal  |
| Patricio Ossandón Ortiz    | Nueva Mayoría para Chile                 | PS      | 1 867 | 9,38% | Concejal  |
| Angélica Pinedo Cabrera    | Nueva Mayoría para Chile                 | DC      | 1 548 | 7,78% | Concejala |
| Bernardo Suárez Ortiz      | Chile Vamos RN e Independientes          | RN      | 1 121 | 5,63% | Concejal  |
| Marcelo Luna Campillay     | Nueva Mayoría por Chile                  | PPD     | 1 108 | 5,57% | Concejal  |
| Alexis Flores Ahumada      | Chile Vamos UDI-Independientes           | UDI     | 832   | 4,18% | Concejal  |
| Ximena Tobar Vásquez       | Nueva Mayoría para Chile                 | PS      | 721   | 3,62% | Concejala |
| Víctor Matus Cisternas     | Chile Vamos UDI-Independientes           | UDI     | 590   | 2,96% |           |
| Alejandro Urrutia Jorquera | Con la Fuerza del Futuro                 | PRSD    | 584   | 2,93% | Concejal  |
| José Flores López          | Nueva Mayoría por Chile                  | PC      | 581   | 2,92% |           |
| Joel Olmos Espinoza        | Alternativa Democrática                  | ILP     | 564   | 2,83% |           |
| Elizabeth Carrasco Urrutia | Nueva Mayoría para Chile                 | DC      | 540   | 2,71% |           |
| Fabiola Flores Velozo      | Nueva Mayoría por Chile                  | PC      | 494   | 2,48% |           |
| Laura Viejo Valdés         | Poder Ecologista y Ciudadano             | ILC     | 406   | 2,04% |           |
| Víctor Sáez Anjari         | Chile Vamos PRI-Evópoli e Independientes | PRI     | 398   | 2,00% |           |

### Elecciones municipales de 2021
- Elecciones municipales de 2021, para la alcaldía de La Cisterna.

| Candidato                  | Pacto                        | Partido | Votos | %      | Resultado |
| -------------------------- | ---------------------------- | ------- | ----- | ------ | --------- |
| Joel Olmos Espinoza        | Independiente                | Ind.    | 9 987 | 28,48% | Alcalde   |
| Orlando Morales Becerra    | Unidad por el Apruebo        | PPD     | 6 742 | 19,23% |           |
| Patricia Acevedo González  | Chile Vamos                  | UDI     | 6 398 | 18,25% |           |
| María Victoria Mora Guzmán | Independiente                | Ind.    | 4 637 | 13,22% |           |
| Lorena Meneses Quiroz      | Frente Amplio                | CS      | 4 518 | 12,88% |           |
| Irma Pérez Llanquin        | Ecologistas e Independientes | PEV     | 2 783 | 7,94%  |           |